# Hartwig Unterberger
Hartwig Karl Unterberger (* 18. September 1934 in Schwaz; † 14. März 2019) war ein österreichischer Maler und Bildhauer.

## Leben
Hartwig Karl Unterberger wurde 1934 als drittes von vier Kindern des Schwazer Künstlers Karl Severin Unterberger und dessen Frau Franziska, geb. Seitz, geboren. Er erlernte die Bildhauerei von seinem Vater und die Malerei an der Mal- und Zeichenschule Toni Kirchmayr in Innsbruck. 1952 folgte er seinem nach Brasilien ausgewanderten Vater und bildete sich an der Academia de Belas Artes de São Paulo weiter. Für Kirchen in Brasilien schuf er verschiedene künstlerische Arbeiten wie Seccomalereien und Glasmalereien, während sein Vater für die Bildhauerarbeiten verantwortlich war. 1963 kehrte er nach Tirol zurück und ließ sich als freischaffender Künstler in Münster nieder. 1965 wurde er Mitglied der Tiroler Künstlerschaft. Zu seinen Werken zählen Ölbilder, Glasgemälde sowie Skulpturen aus Stein, Holz und Bronze.
Er war seit 1959 mit Christine Helldorf, die er in Brasilien kennengelernt hatte, verheiratet und Vater dreier Kinder. Hartwig Unterberger starb am 14. März 2019 im Alter von 84 Jahren.

## Werke

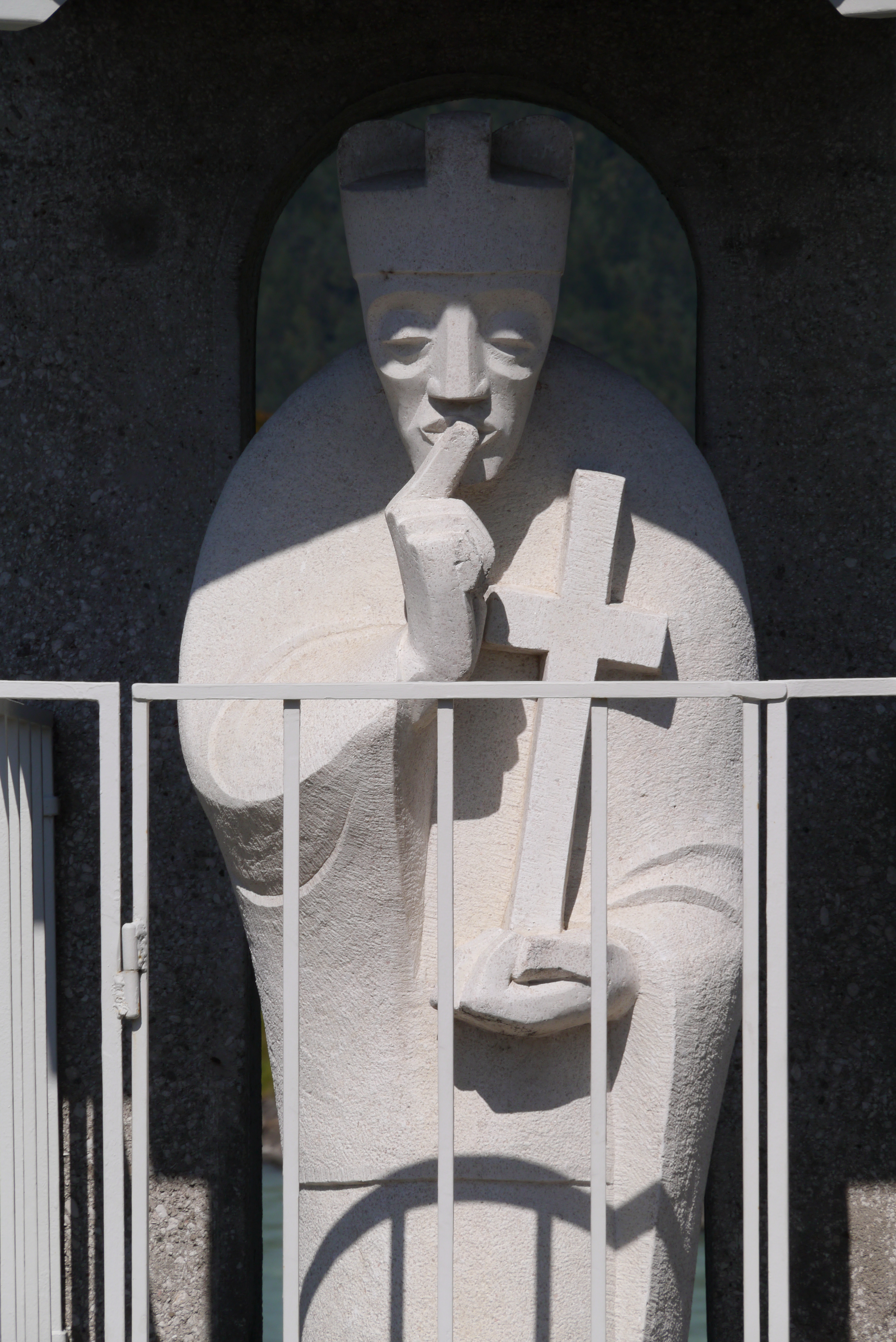
Nepomuk-Statue auf der Schwazer Steinbrücke (1996)

- Wandmalereien, Kirche São Benedito in Campos do Jordão, 1959
- Wandmalereien, Kirche  Santo Antônio de Pádua, São Carlos, 1961–1963[2]
- Fassadenfresko hl. Georg am Gasthof Kirchenwirt, Vorderthiersee, 1966[3]
- Relief Madonna mit Kindern, Wohnhaus Brixenthaler Straße 4, Wörgl, 1968[4]
- Fresko am Gemeindeamt Buch in Tirol, 1970[5]
- Kupferreliefs, Brunnen Vier Jahreszeiten, Buch in Tirol, 1974[6]
- Relief mit Engelsdarstellung, Brunnen am Friedhof Erl, 1974[7]
- Glasgemälde, Aufbahrungshalle Fieberbrunn, 1975[8]
- Glasmalerei in der Kapelle, Alters- und Pflegeheim Ebbs, um 1975[9]
- Relief des Schmerzensmannes, Kriegerdenkmal Buch in Tirol, um 1975[10]
- Skulptur hl. Martin, Brunnen am Dorfplatz, Schlitters, 1976[11]
- Sgraffito Schneewittchen, Gestiefelter Kater, Hans im Glück, Kindergarten Uderns, um 1976[12]
- Brunnenplastik Madonna mit Kind, Marienbrunnen am Friedhof Buch in Tirol, 1976[13]
- Brunnenskulptur flötenspielender Ziegenhirte, Buch in Tirol, 1979[14]
- Glasgemälde mit Passionsdarstellungen, Friedhofskapelle Huben, 1985[15]
- Kruzifix, Friedhofskapelle Vorderthiersee, 1987[16]
- Steinskulptur des hl. Johannes Nepomuk auf der Steinbrücke, Schwaz, 1996[17]